# کولرین (مینه‌سوتا)
کولرین، مینه‌سوتا (به انگلیسی: Coleraine, Minnesota) یک شهر در ایالات متحده آمریکا است که در مینه‌سوتا واقع شده‌است.

## خصوصیات
کولرین ۴۳٫۱۰ کیلومترمربع مساحت و ۱٬۹۷۰ نفر جمعیت دارد و ۴۰۳ متر بالاتر از سطح دریا واقع شده‌است.